# Launch Complex 48
Launch Complex 48 ( LC-48 ) è un sito di lancio multiutente in costruzione riservato ai piccoli lanciatori e ai veicoli spaziali, situato presso il Kennedy Space Center a Merritt Island, Florida. Il complesso sviluppato dalla NASA sarà situato a Sud del Launch Complex 39A e a Nord dello Space Launch Complex 41 della Cape Canaveral Air Force Station, gestito dalla United Launch Alliance per i razzi Atlas V.
L'LC-48 sarà costruito per supportare più sistemi di lancio aventi differenti esigenze di propellente. Inizialmente costruito in un singolo pad, in futuro potrà essere raddoppiato. Con un altro pad costruito, l'LC-48 potrebbe supportare fino ad un massimo di 104 lanci annuali, anche se si prevede che l'utilizzo effettivo sarà decisamente minore.

## Storia
La NASA aveva precedentemente costruito l'LC-39C entro i limiti dell'LC-39B con lo stesso scopo di servire piccoli lanciatori, ma a causa di specifici vincoli operativi questi avrebbero interferito, sia con lo Space Launch System, che con i veicoli di lancio OmegA, insieme a maggiori interessi delle società commerciali rispetto a quanto inizialmente previsto, ha convinto la NASA a perseguire la costruzione di un sito di lancio dedicato.
La prima fase dell'LC-48, prevista per la fine del 2019, consisteva nella costruzione di una strada che si sarebbe interesecata da ovest con la Philips Parkway. Il sito stesso disporrà di tre piattaforme al cui centro verrà posta una lastra di cemento triangolare a disposizione per quelle aziende interessate al lanciare razzi di loro proprietà. Le due piattaforme più piccole a est e ovest consentiranno di effettuare la ricarica dei serbatoi di ossigeno liquido. La rampa di lancio stessa, meno i serbatoi laterali, misurerà circa 16.4 m di larghezza per circa 12.8 m di lunghezza. Il peso massimo al decollo per piccoli razzi sarebbe di 136.000 kilogrammi ma non sarebbero consentiti atterraggi.
Tutte le aziende che vorranno utilizzare la piattaforma LC-48 dovranno portare in loco la propria attrezzatura. Questo includerebbe i veicoli necessari per il trasporto dei razzi, i carichi utili alla piattaforma, il loro sollevamento verticale, il lancio, oltre ad altre esigenze varie. A differenza del Launch Complex 39A (LC-39A) posta a nord, affittata dalla NASA a SpaceX ad uso esclusivo, l'LC-48 potrà essere utilizzato da diverse aziende nel settore in espansione del piccolo lancio.
Tom Engler, direttore della pianificazione e sviluppo di KSC, il 14 giugno 2019 ha dichiarato al Florida Today: "Il Launch Complex 48 della NASA sarà messo a disposizione di tutte le aziende alle quali serve una piattaforma di lancio per sviluppare piccoli lanciatori, e questo pad soddisferà le loro esigenze. L'aspetto più interessante è che se tali aziende non vogliono avere un uso esclusivo del pad di lancio, tra l'altro molto costoso, possono entrare, installare le loro attrezzature di supporto a terra, fare il loro lancio e poi andarsene. Questo pad non è comunque progettato per gestire veicoli di lancio di classe media, come il Falcon 9 della SpaceX, o l'Atlas V della ULA". Engler non ha potuto divulgare quali sono le aziende interessate all' LC-48 evitando di entrare nel dettaglio dei negoziati in corso. Inoltre, non ha potuto discutere dei costi, ma ha affermato che, se la domanda fosse stata sufficiente, una o più aziende potranno utilizzare i pad esistenti per finanziare la costruzione di un secondo pad simile al primo".
Il settore spaziale sta assistendo a una notevole crescita delle aziende aventi la necessità di lanciare carichi utili di piccole dimensioni. Tra le ditte interessate troviamo: la Rocket Lab, neozelandese, la Firefly, che ha recentemente annunciato di essersi assicurata l'uso del Launch Complex 20 di Cape Canaveral e la Relativity Space, una società con sede in California che mira a stampare i suoi razzi tramite stampanti 3D. Giganti aerospaziali come la Boeing stanno prendendo in considerazione l'uso di veicoli spaziali più piccoli, come l'aereo spaziale di sua proprietà, il Phantom Express, progettato per il decollo verticale dal pad LC-48, per poi atterrare orizzontalmente a pochi chilometri di distanza presso l'ex Shuttle Landing Facility del KSC. La costruzione di più piazzole presso l'Eastern Range e l'acquisizione di diverse piattaforme da parte di società private dimostra il forte sviluppo dei lanci commerciali, soprattutto grazie alla riduzione dei costi di lancio e ai maggiori investimenti da parte di soggetti privati. Questo impulso ebbe inizio nel 2011, dopo la fine del programma dello Space Shuttle, momento in cui nemmeno SpaceX aveva ancora assicurato l'uso esclusivo del pad 39A.
Tom Engler ha inoltre dichiarato: "Supponendo il pieno utilizzo e la costruzione di un secondo pad, il nuovo complesso ha la potenzialità di effettuare fino ad un massimo di 104 lanci all'anno, uno o due a settimana. Per noi, l'LC-48 diventerà una realtà alla fine dell'anno; questo che ci aiuterà nella continua diversificazione dello spazioporto. Avremo, sia razzi che faranno decollare carichi più piccoli, che lanciatori superpesanti, con SpaceX, SLS o Vulcan, avremo insomma una gamma completa di lanciatori per tutte le tipologie di carichi utili in grado di decollare dal Kennedy Space Center".

## Galleria d'immagini

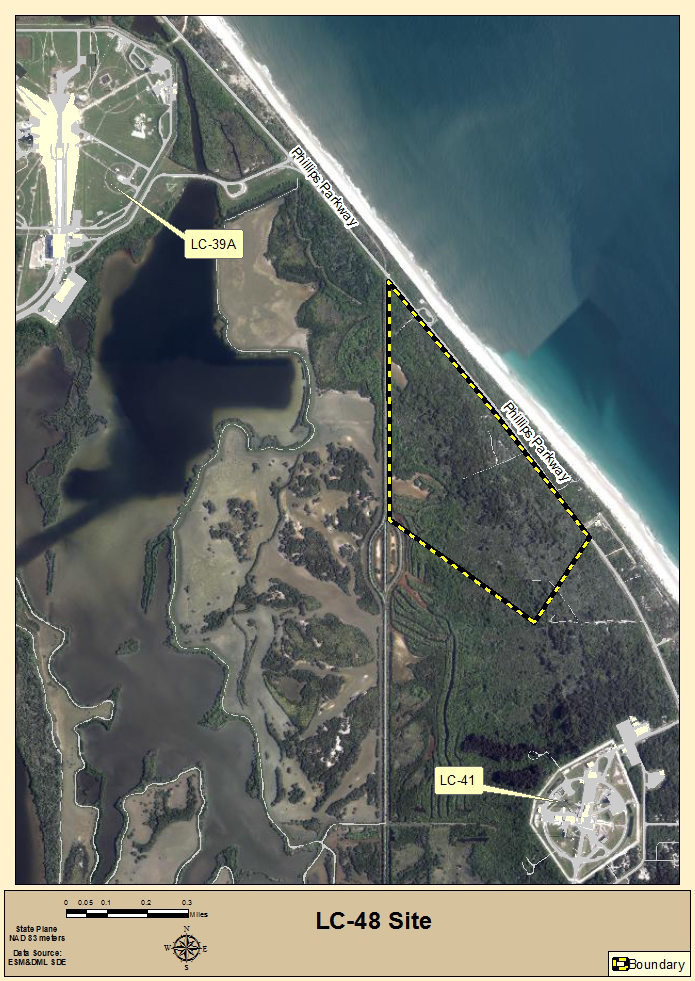
La posizione del sito Launch Complex 48
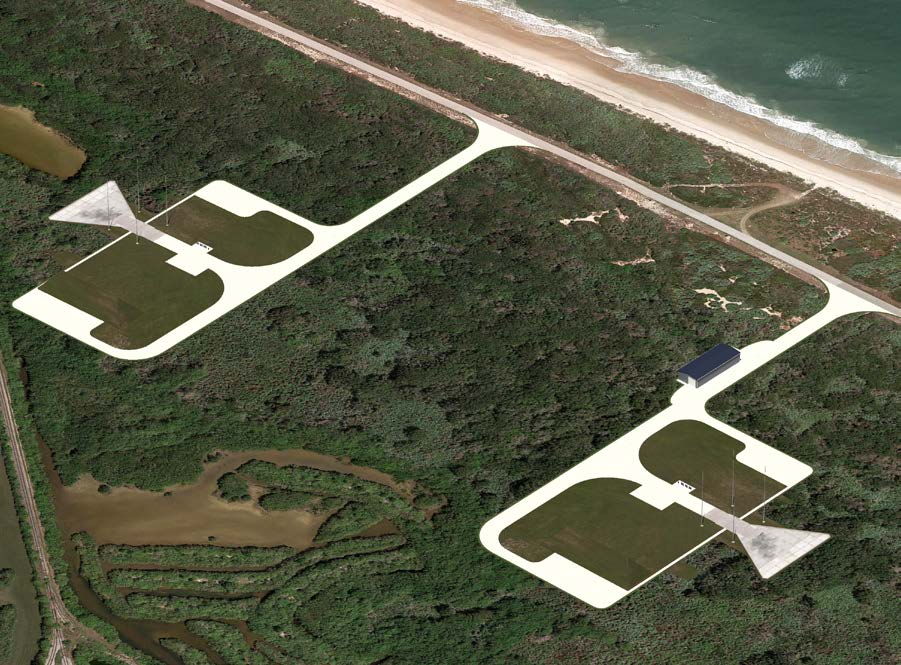
Un rendering della LC-48 a due pad
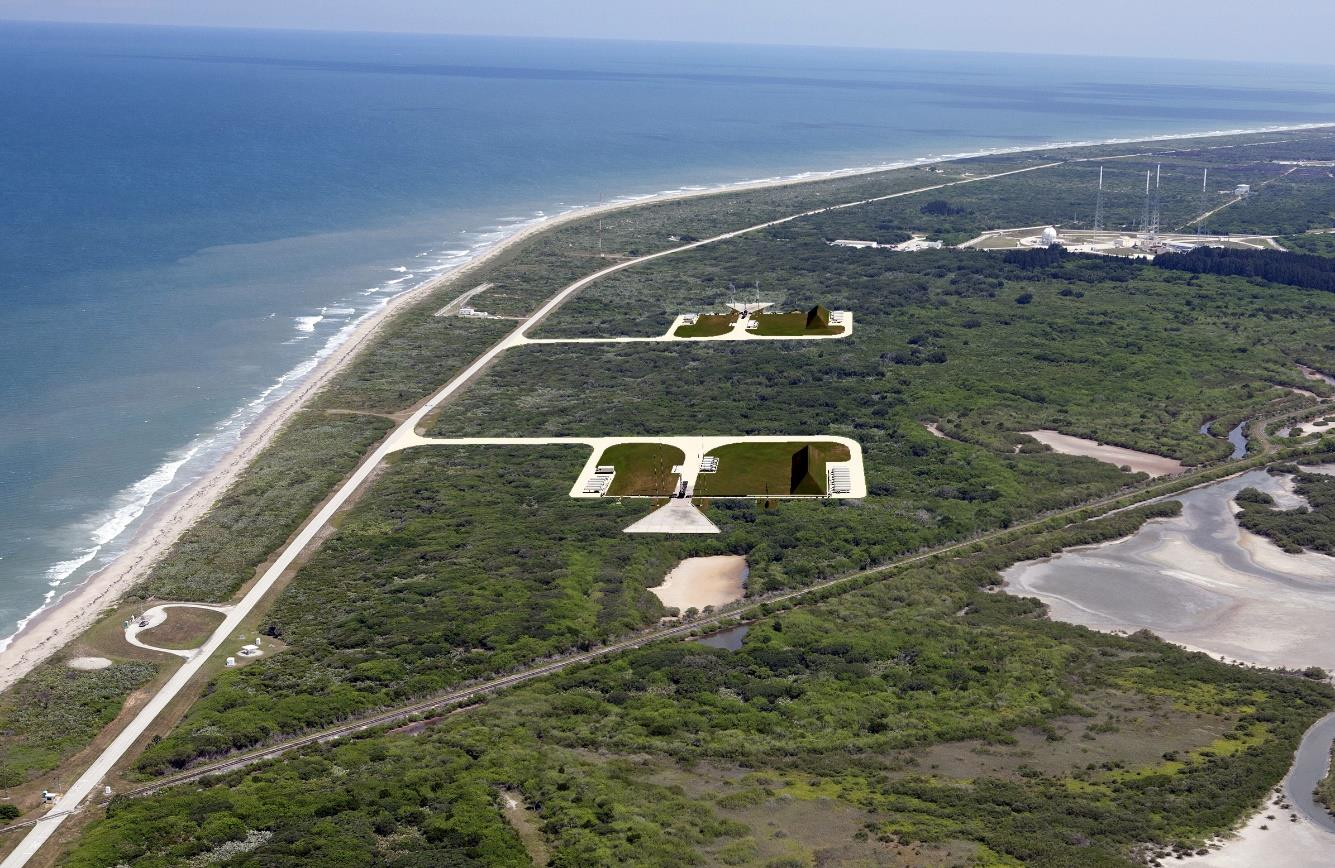
Una foto composita di un LC-48 a due pad
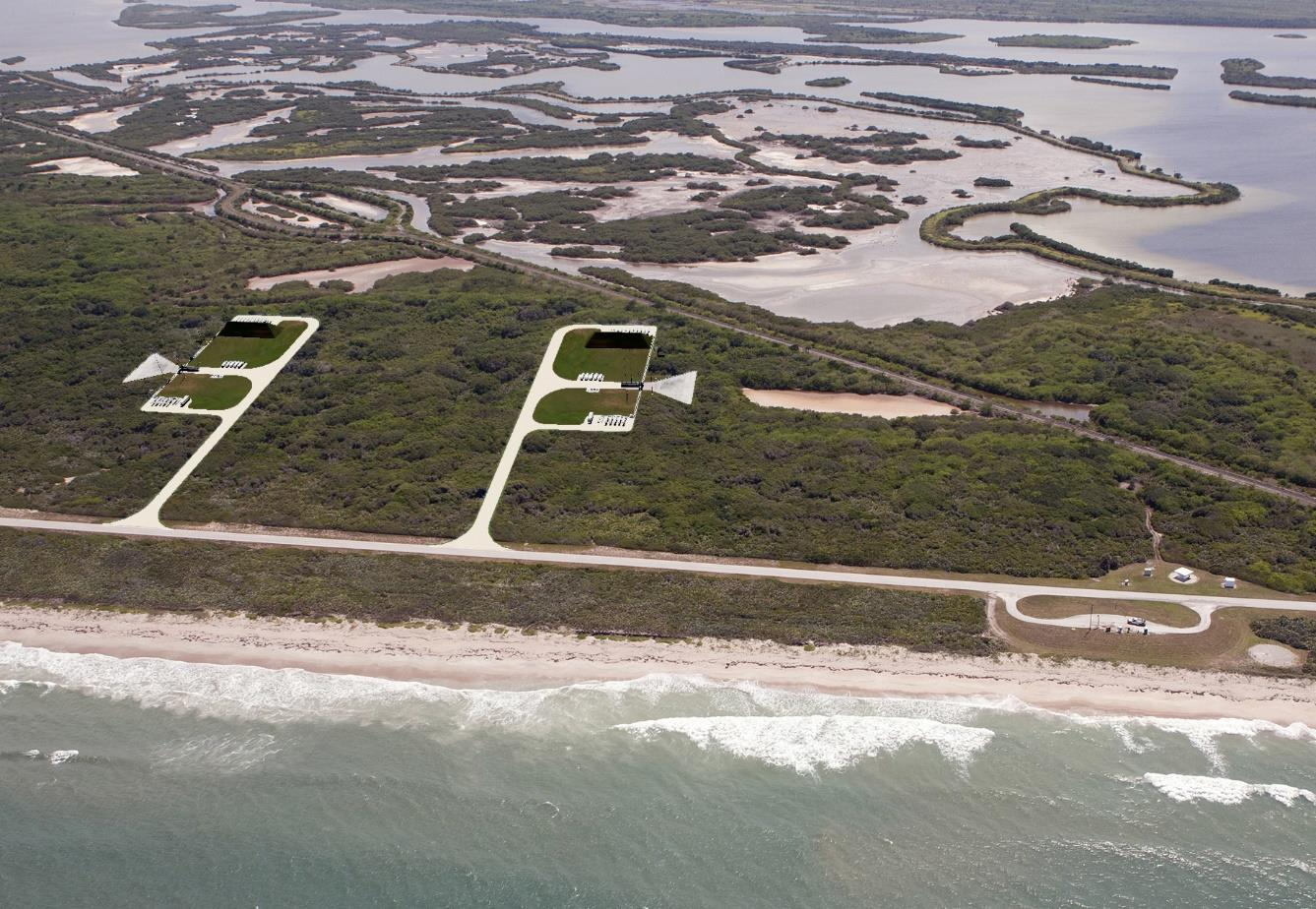
Idem
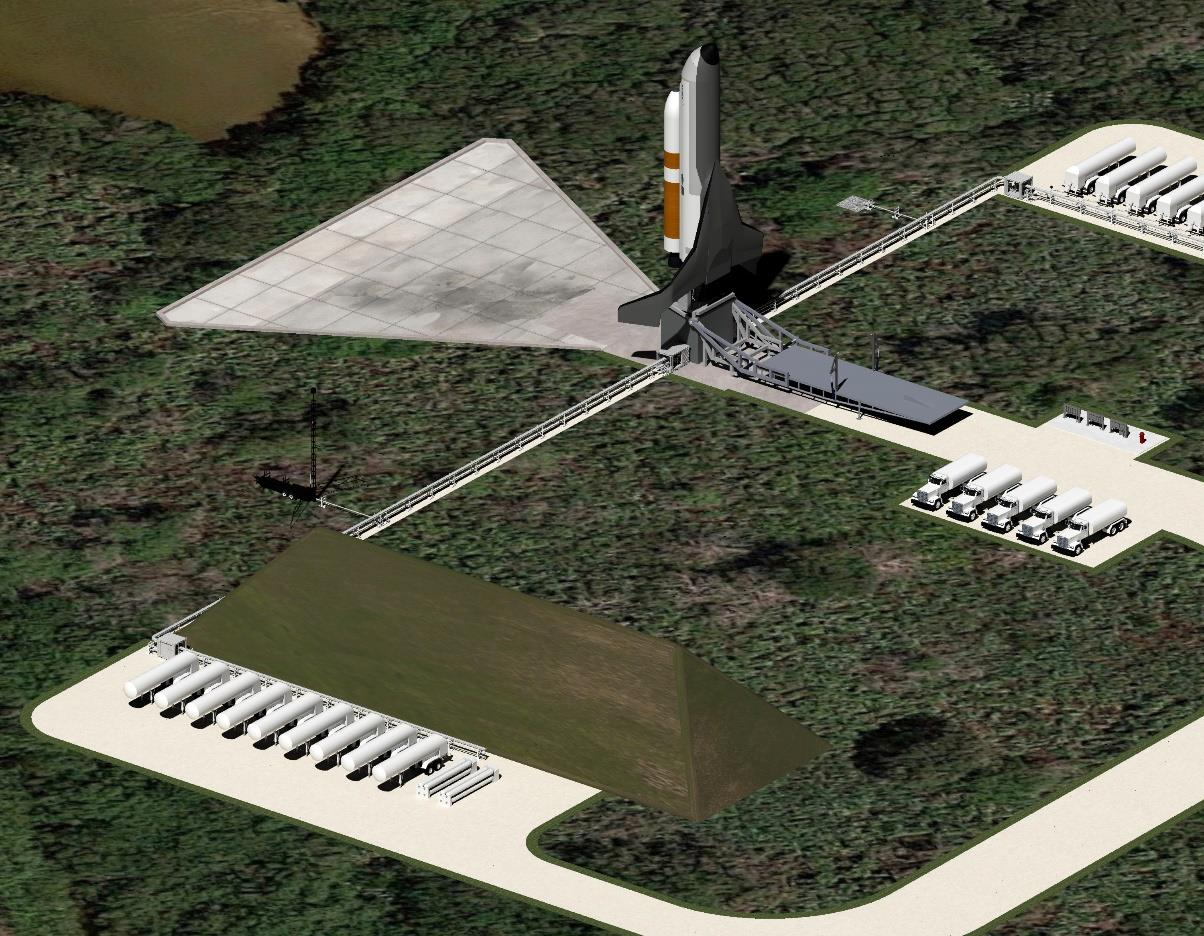
Un rendering del veicolo di lancio XS-1 Phantom Express della Boeing su LC-48
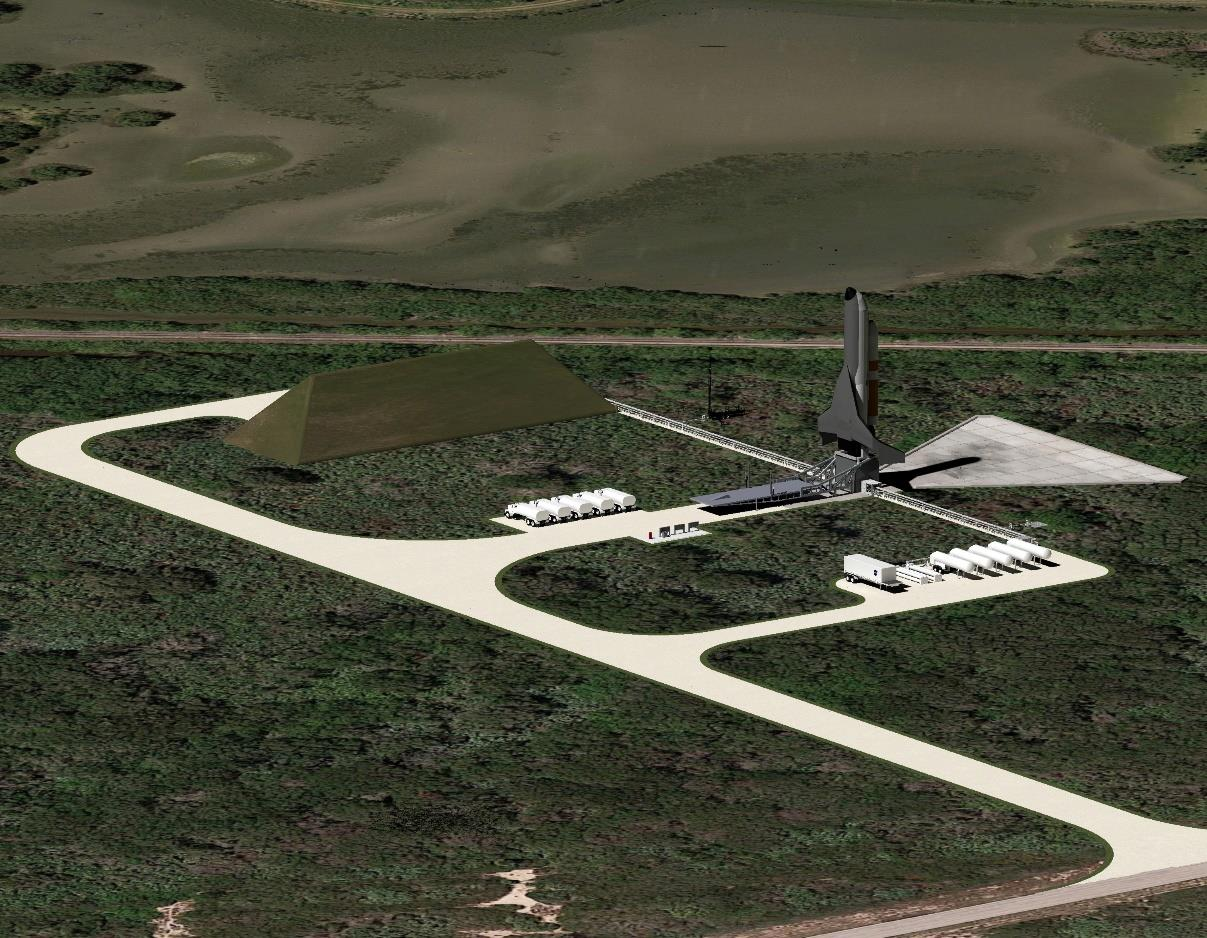
Da un'altra angolazione